# Henrik Svensmark
Henrik Svensmark (* 1958) je dánský fyzik a profesor na DTU Space v Kodani jako ředitel centra pro výzkum slunečního klimatu. Je znám především pro svou teorii vlivu kosmického záření na tvorbu oblaků a tak nepřímé působení na globální oteplování.

## Svensmarkova teorie

Paleoklimatická korelace mezi změnami toku kosmického záření a teploty moří.

Teorie se týká vlivu kolísání záření přicházejícího ze Slunce (například sluneční cyklus) či jiných zdrojů. Záření má pak vliv na formování oblačnosti a ta přes albedo a skleníkový efekt na teplotu. Pro různé časové škály byla nalezena silná korelace mezi zářením a teplotou. Kosmické záření má tedy mít vliv na fluktuace globálních teplot.